# Chorisoneura dimidiaticornis
Chorisoneura dimidiaticornis är en kackerlacksart som beskrevs av Henri Saussure och Leo Zehntner 1893. Chorisoneura dimidiaticornis ingår i släktet Chorisoneura och familjen småkackerlackor.
Artens utbredningsområde är Peru. Inga underarter finns listade i Catalogue of Life.